# Ivensong
Ivensong, född 3 maj 2018, är en fransk varmblodig travhäst som tränas av Philippe Allaire och körs av David Thomain.
Ivensong började tävla i september 2020 och inledde med en vinst i sin första start. Hon har till december 2021 sprungit in 207 600 euro på 16 starter, varav 5 segrar och 4 andraplatser samt 1 tredjeplats. Karriärens hittills största seger har kommit i Europeiskt treåringschampionat (2021).
Ivensong har även segrat i Prix Uranie (2020) samt kommit på andraplats i Prix Guy Deloison (2021).